# 7,5-cm-KwK 42

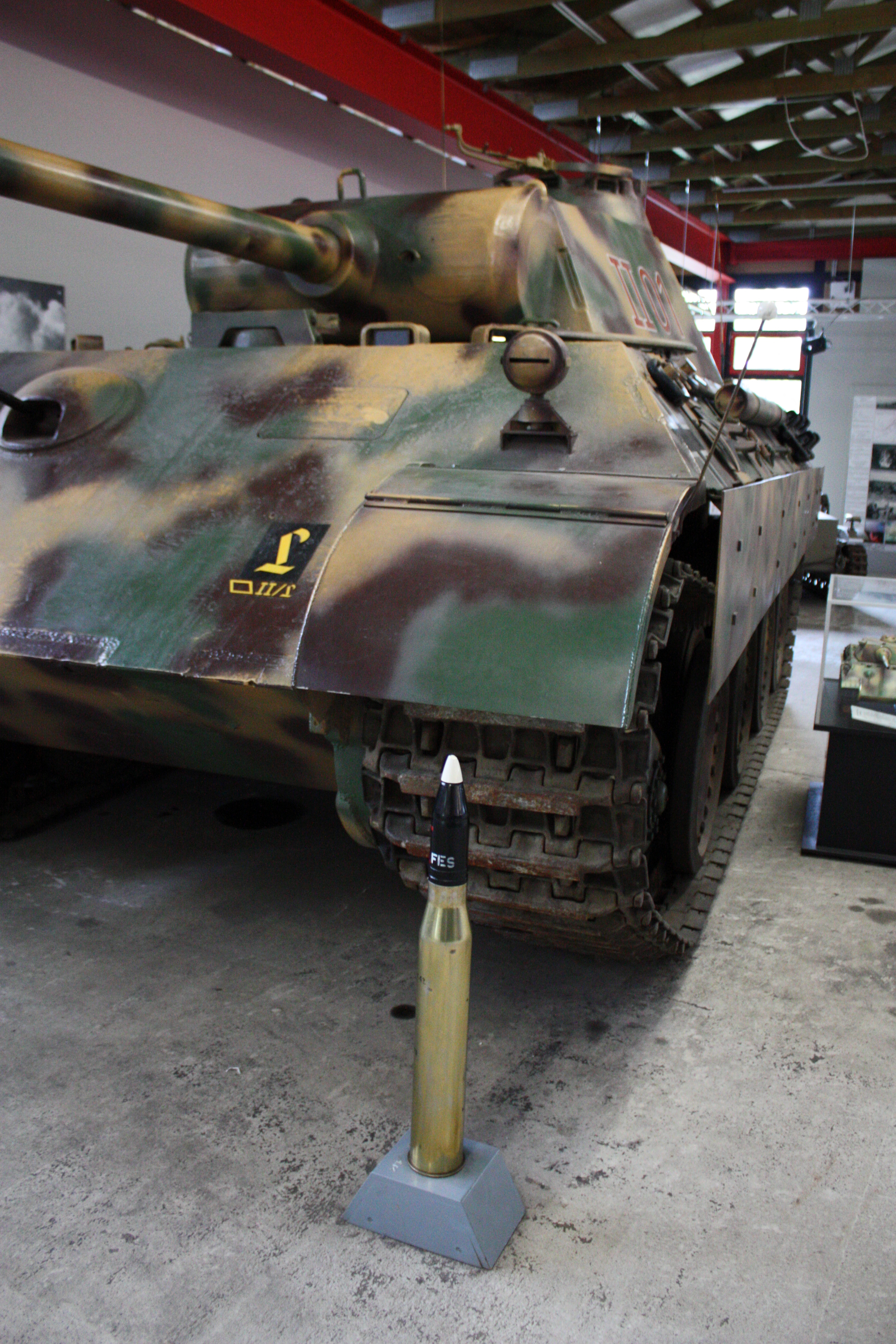
Granatpatrone 75 × 640 mm R

Schnittzeichnung 7,5-cm-PzGr. 39
1. Bodenzünder 5103, 2. Leuchtspursatz, 3. Führungsband (hinten), 4. Sprengstofffüllung (desensibilisiert/träge), 5. Eisenkörper (Penetrator), 6. Weicheisenkappe, 7. ballistische Haube

Die 7,5-cm-KwK 42 war eine Kampfwagenkanone (kurz: KwK), die mit der Kaliberlänge L/70 als Hauptbewaffnung/Turmkanone im mittleren Panzerkampfwagen V „Panther“ eingebaut wurde, aber auch im Panzer IV/70 unter der Bezeichnung 7,5-cm-PaK 42 L/70 (frühere 7,5-cm-Stu.K. 42 L/70) baugleich als Panzerjagdkanone ab 1942 im Zweiten Weltkrieg zum Einsatz kam.

## Geschichte und Einsatz
Wurde die Kampfwagenkanone eines Kampfpanzers oder sonstigen gepanzerten Gefechtsfahrzeugs in einen Jagdpanzer eingebaut, so wurde für den speziellen Einsatzzweck die Typenbezeichnung Panzerabwehrkanone verwendet. Im Fall der 7,5-cm-KwK 42 wechselte die Bezeichnung des ansonsten baugleichen Waffensystems auf 7,5-cm-PaK 42.
Die Kanone hatte einen elektrischen Abfeuermechanismus. Anstelle eines mechanisch ausgelösten Schlagbolzens trat ein elektrischer Zündmechanismus. Der Kanonen-Verschluss arbeitete halbautomatisch, wobei nach dem Abfeuern der Granate und vollständigem Rohrrücklauf die leere Kartusche automatisch ausgeworfen wurde, der Verschluss selbst aber offen – und damit aufnahmebereit für die nächste Granatpatrone – blieb. Nach dem Einlegen oder Nachladen der nächsten Granatpatrone verriegelte der Verschluss automatisch und die Kanone war erneut feuerbereit.

## Besonderheiten
- Kommandanten-Zielgerät: Turmzielfernrohr (binokular) TZF 12 oder 12a (Panther), Sfl.ZF 1a (Panzer IV/70 (A) und (V)
- Gewicht (mit Mündungsbremse und Verschluss): 1.000 kg
- Verschluss: Halbautomatischer Fallblock-Keilverschluss.
- Rohrrücklauf: 400 bis 430 mm
- Kartuschenpatrone: 75 × 640 mm R(andkartusche)

## Munitionsarten
Anstatt der bisher verwendeten 75 mm Panzergranaten wurden für diese Kanone nur noch drei Granattypen mit der 75 × 640 mm Randkartusche verwendet.
- Panzergranate 39/42 – Panzergranatpatrone 1939 / für 7,5-cm-KwK 42 L/70, mit Panzergranate panzerbrechend, mit Kappe und ballistischer Haube – Projektil hochexplosiv
- Panzergranate 40/42 (Hk) – Panzergranatpatrone 1940 / für 7,5-cm-KwK 42 L/70, mit Panzergranate (Wuchtgeschoss, Hartkernmunition oder Hartkerngeschoss (mit Wolfram-Kern))
- SprGr. 42 – Granat-Patrone mit Sprenggranate für 7,5-cm-KwK 42 L/70

Mittlere Durchschlagskraft gegen homogene, gewalzte Panzerstahlplatten bei einem Auftreffwinkel von 30° zur Vertikalen des Panzerfahrzeugs.
| Typ Munition (Projektil) | Projektil | Sprengstoff- füllung | Granatpatrone | Gesamtlänge | Mündungs- geschwindigkeit ({\displaystyle v_{0}}) | Durchschlagskraft nach … | Durchschlagskraft nach … | Durchschlagskraft nach … | Durchschlagskraft nach … | Durchschlagskraft nach … |
| Typ Munition (Projektil) | Projektil | Sprengstoff- füllung | Granatpatrone | Gesamtlänge | Mündungs- geschwindigkeit ({\displaystyle v_{0}}) | 100 m                    | 500 m                    | 1000 m                   | 1500 m                   | 2000 m                   |
| ------------------------ | --------- | -------------------- | ------------- | ----------- | ------------------------------------------------- | ------------------------ | ------------------------ | ------------------------ | ------------------------ | ------------------------ |
| PzGr. 39/42              | 7,200 kg  | 18 g RDX träge       | 14,300 kg     | 893,2 mm    | 935 m/s                                           | 138 mm                   | 124 mm                   | 111 mm                   | 99 mm                    | 89 mm                    |
| PzGr. 40/42              | 4,750 kg  |                      | 11,550 kg     | 875,2 mm    | 1.120 m/s                                         | 194 mm                   | 174 mm                   | 149 mm                   | 127 mm                   | 106 mm                   |
| SprGr. 42                | 5,740 kg  |                      | 11,140 kg     | 929,2 mm    | 700 m/s                                           | –                        | –                        | –                        | –                        | –                        |

## Trägerplattformen
- Jagdpanzer: Panzer IV/70, mit leicht modifizierter Kanone (auch Panzerjägerkanone - Pak)
- mittlerer Panzer: Panzerkampfwagen V „Panther“ (Sd.Kfz. 171)
- Panzerkampfwagen V Panther Ausf. F, mit verkleinerter bzw. modifizierten 7,5-cm-KwK 44/1 L/70.

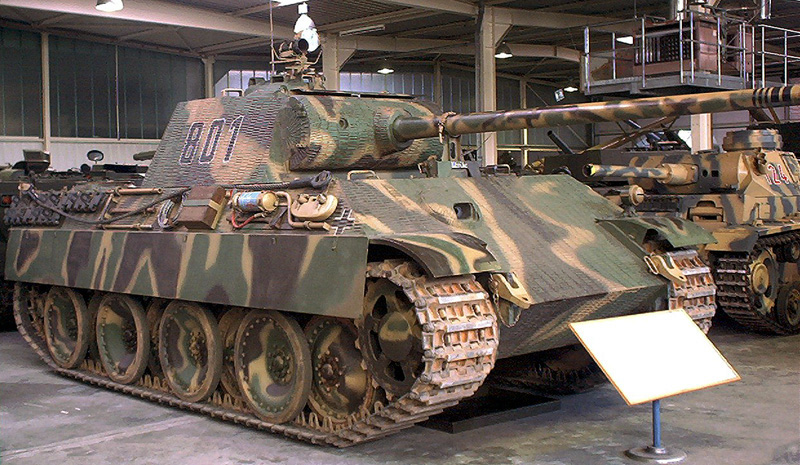
PzKpfw V „Panther“ (Ausf. G/Sd.Kfz. 171)
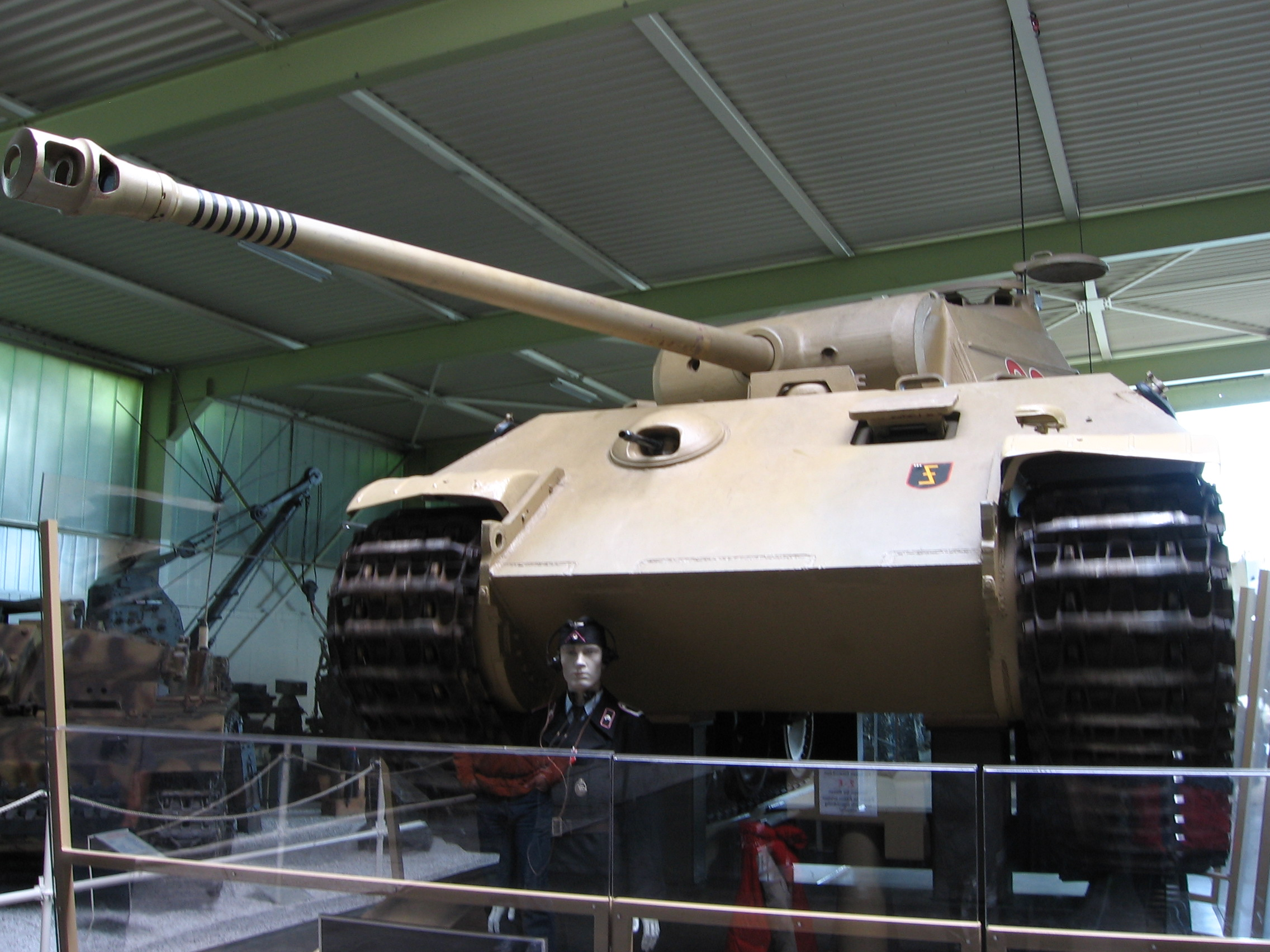
„Panther“ wüstenfarben
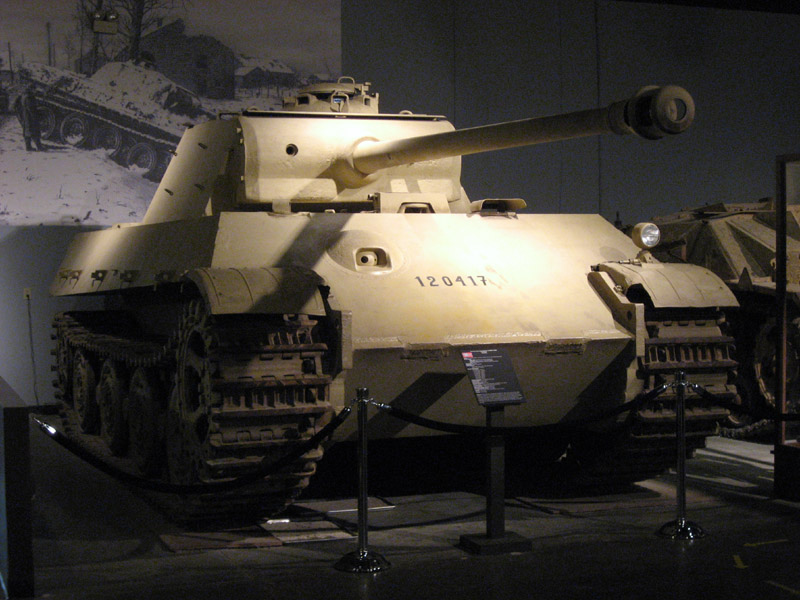
„Panther II“
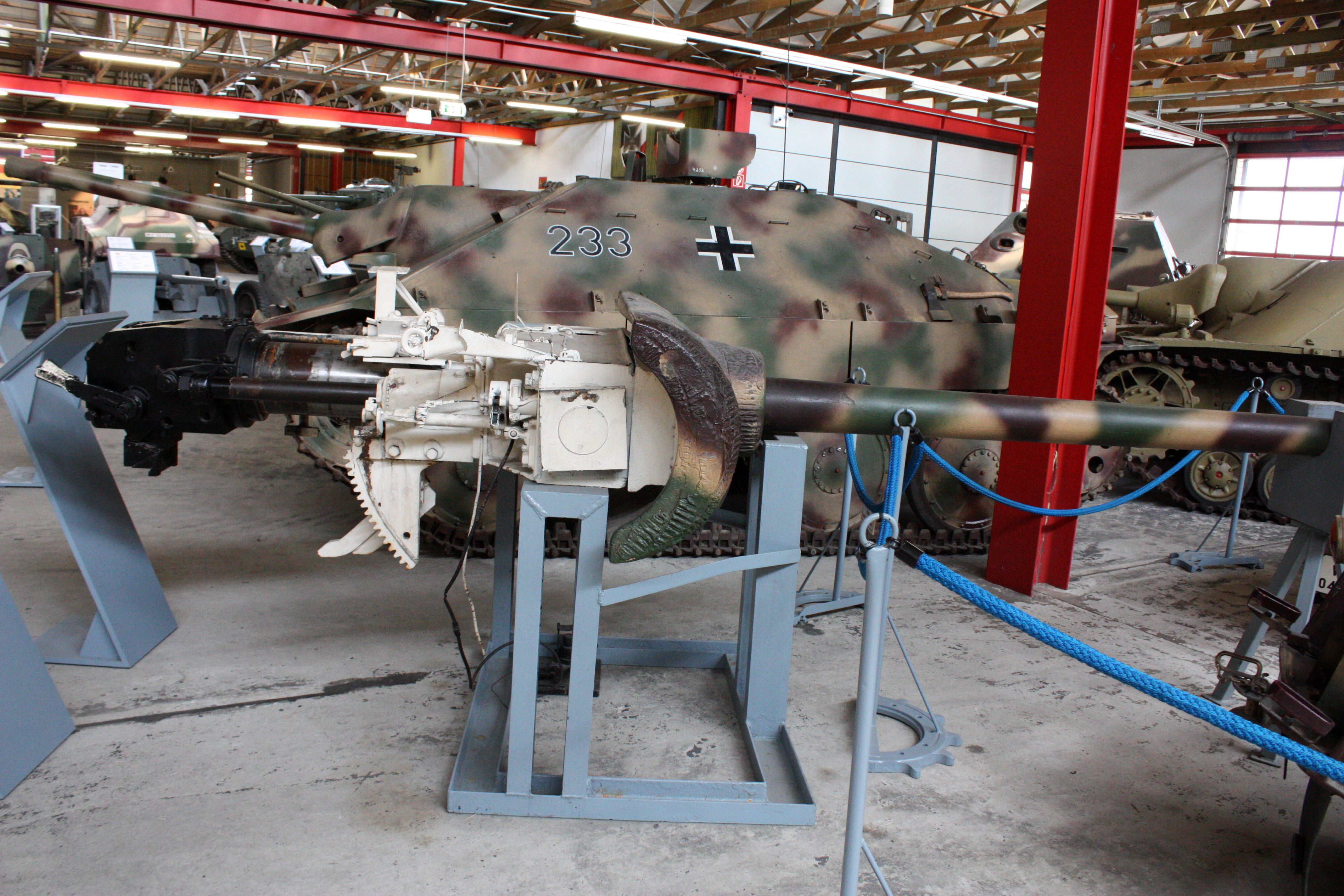
7,5-cm-PjK 42